# Шапел д'Анден
Шапел д'Анден (фр. Chapelle-d'Andaine) насеље је и општина у северној Француској у региону Доња Нормандија, у департману Орн која припада префектури Алансон.
По подацима из 2011. године у општини је живело 1509 становника, а густина насељености је износила 97,35 становника/km². Општина се простире на површини од 15,5 km². Налази се на средњој надморској висини од 128 метара (максималној 258 m, а минималној 118 m).

## Демографија
| 1962. | 1968. | 1975. | 1982. | 1990. | 1999. | 2011. |
| ----- | ----- | ----- | ----- | ----- | ----- | ----- |
| 1.284 | 1.321 | 1.417 | 1.390 | 1.546 | 1.600 | 1.509 |

График промене броја становника у току последњих година